# Neihart

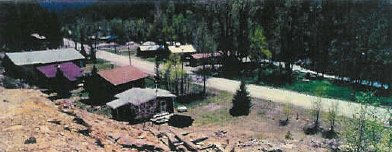
Neihart

Neihart is een historisch mijnstadje in Cascade County, Montana, Verenigde Staten.
Het plaatsje (town) ligt aan de snelweg US Highway 89 en is vernoemd naar James L. Neihart, een in geologie geïnteresseerde bewoner die voor het eerst mineralen ontdekte in de bergen rond Neihart.
Neihart is gesticht in 1881 en heette in eerste instantie Canyon City. In april 1882 werden de grenzen van het stadje gesteld alsmede de definitieve naam. In 1885 bestond Neihart onder meer uit twee saloons, twee restaurants, een hotel, een postkantoor, een smitse, een stal voor paarden, 50 huizen en een groot aantal tenten. Het inwoners aantal groeide en stagneerde in overeenstemming met het openen en sluiten van de nabijgelegen mijnen.
In 2000 woonden er 91 mensen. Het gemiddeld inkomen lag in 2000 op $21,458.
De natuur rond Neihart is van een woeste schoonheid. Het plaatsje ligt in het hart van de Little Belt Mountains. Bergen en bossen wisselen elkaar af. Alhoewel Neihart het belangrijkste centrum van de regio is geeft het toch een ingeslapen indruk.

## Plaatsen in de nabije omgeving
De onderstaande figuur toont nabijgelegen plaatsen in een straal van 68 km rond Neihart.